# NFL Championship Game 1934
Das NFL Championship Game 1934 war die zweite Auflage des Endspieles der National Football League. Das Spiel fand am 9. Dezember 1934 in den Polo Grounds von New York City statt. Der Meister der East Division, die New York Giants, bezwangen die Champions der West Division, die Chicago Bears, mit 30:13. Das Spiel ging in Anspielung auf die ungewöhnliche Schuhwahl des Giants-Teams als Sneakers Game („Turnschuh-Spiel“) in die Geschichte ein.

## Vorgeschichte
Die New York Giants von Coach Steve Owen hatten acht ihrer 13 Saisonspiele gewonnen und in einer schwachen East Division als einziges Team mehr Siege als Niederlagen aufzuweisen. Sowohl offensiv (147 Punkte, ligaweit Platz 5) als auch defensiv (107 Gegnerpunkte, Platz 6) waren sie gehobenes Mittelmaß. Der einzige All-Pro-Spieler der Giants war Center Mel Hein.

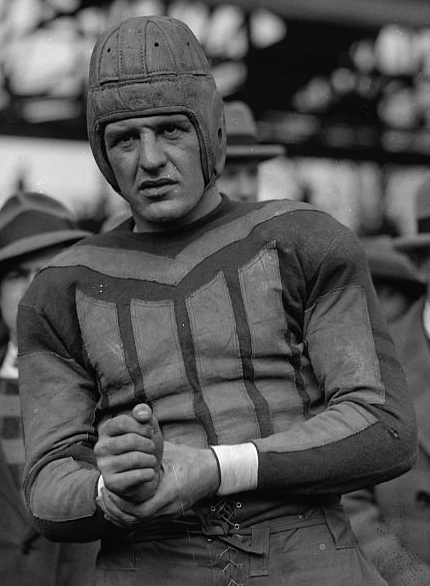
Bears-Runningback Red Grange

Die Chicago Bears von Coach George Halas hatten alle 13 Saisonspiele gewannen, ein Punkteverhältnis von +200 erreicht (286:86) und überlegen die West Division gewonnen. Herzstück der Bears war die Offensive um die Runningbacks Bronko Nagurski, Beattie Feathers, Jack Manders und End Bill Hewitt, die alle ins All-Pro-Team gewählt wurden, dazu kam der 31-jährige, künftige Pro Football Hall of Fame-Back Red Grange. Die Defensive um Nagurski, der in der Verteidigung Linebacker spielte, hielt neun der 13 Gegner auf sieben oder weniger Punkte.
Da es im Jahr 1934 keine Play-offs gab, traten die West- und Ostmeister direkt im NFL Championship Game an.

## Spiel
Obwohl die Giants in den heimischen Polo Grounds spielten, galten die ungeschlagenen Bears als klarer Favorit – zudem hatten sie die Giants in der Regular Season klar mit 27:7 geschlagen. Vor dem Spiel hatte es Schneeregen gegeben, das über Nacht vereist war, so dass die Spieler mit ihren harten Stollenschuhen ständig ausrutschten. Das Bears-Runningback-Trio Nagurski, Feathers und Manders konnte ihr gefürchtetes Laufspiel kaum aufziehen. Im ersten Viertel gingen die Giants durch ein Field Goal von Runningback/Kicker Ken Strong mit 3:0 in Führung. Die Bears konterten im zweiten Viertel mit einem Touchdown-Run von Nagurski (point-after-touchdown-Kick von Manders erfolgreich) und einem Field Goal von Manders und gingen mit 10:3 in die Halbzeitpause.
In der Halbzeitpause kam Giants-Zeugwart Abe Cohen mit neun Paar Turnschuhen zurück, die er sich von einem befreundeten Basketballklub des Manhattan College geliehen hatte. Mit den weichen Sneakern kamen die Giants-Spieler viel besser mit dem eisigen Boden zurecht. Im dritten Viertel erhöhte zwar Manders mit einem zweiten Field Goal zum 13:3 aus Sicht der Bears, aber je länger das Spiel andauerte, umso mehr kamen die Giants in Fahrt: im vierten Viertel warf New Yorks Quarterback Ed Danowski einen 28-Yards-Touchdown auf End Ike Frankian, so dass es nach einem erfolgreichen PAT von Strong nur noch 13:10 stand. Strong lief mit zwei Touchdown-Läufen (ein PAT erfolgreich, einer gescheitert) New York zum 23:13 in Front, ehe kurz vor dem Ende Danowski (PAT Bo Molenda erfolgreich) zum Endstand von 30:13 für die Giants vollendete.
Nach dem Spiel waren sich beide Teams einig, dass die New Yorker Turnschuhe spielentscheidend gewesen waren. Nagurski erzählte später: „Wir [Chicago Bears] rutschten und schlitterten herum, und sie [New York Giants] überrannten uns. Sie waren einfach schlauer als wir.“ ("We were slipping and sliding around and they were running all over us. They just outsmarted us.")
Die Giants, die „nur“ acht ihrer 13 Saisonspiele gewannen (.615), sind bis heute der statistisch am wenigsten erfolgreiche Champion der NFL-Geschichte. Die Bears verpassten eine perfekte Saison: bei einem Sieg wären sie der erste NFL-Meister mit einer makellosen Bilanz (14 Siege, null Niederlagen) geworden. Von Chicagos Coach George Halas ist überliefert, dass er den Rest seiner Laufbahn sicherstellte, dass seine Teams stets Turnschuhe zur Verfügung hatten.